# Stanze
Die Stanze (ital. stanza, „Raum“ im Sinne von: Gedanken Raum geben), auch: Oktave (ital. Ottava rima), ist eine aus Italien stammende Strophenform. Eine Stanze besteht aus acht Endecasillabi und hat das Reimschema [abababcc]; im Deutschen wird als Vers der jambische Fünfheber verwendet.

## Italienische Dichtung
In Italien wurde die Stanze von Giovanni Boccaccio bei größeren Versepen verwendet und so bekannt gemacht, Il Filostrato (1335) und Teseida (1341). Weitere bedeutsame in Stanzen geschriebene Werke sind Ludovico Ariostos Orlando furioso (1516–1532) und Torquato Tassos La Gerusalemme Liberata (1574). Daraus als Beispiel die erste Stanze des ersten Gesangs:
Canto l’arme pietose, e ’l Capitano

Che ’l gran sepolcro liberò di Cristo.

Molto egli oprò col senno e con la mano;

Molto soffrì nel glorioso acquisto:

E invan l’Inferno a lui s’oppose; e invano

s’armò d’Asia e di Libia il popol misto:

Chè ’l Ciel gli diè favore, e sotto ai santi

Segni ridusse i suoi compagni erranti.
In der deutschen Übersetzung von Johann Diederich Gries:
Den Feldherrn sing' ich und die frommen Waffen,

So des Erlösers hohes Grab befreit.

Viel führt' er aus, was Geist und Arm geschaffen,

Viel duldet' er im glorreich kühnen Streit.

Und fruchtlos droht die Hölle, fruchtlos raffen

Sich Asien auf, und Libyen, kampfbereit;

Denn Gottes Huld führt zu den heil'gen Fahnen

Ihm die Gefährten heim von irren Bahnen.

## Deutsche Dichtung
Das erste große deutsche Stanzenepos war die Versübertragung von Torquato Tassos Gerusalemme liberata (1574) durch Diederich von dem Werder. Weitere im 17. Jahrhundert entstandene Übersetzungen aus italienischen Texten verwendeten als Vers den Alexandriner, die für die Stanze kennzeichnende Reimstellung wurde nicht immer beachtet.
Die eigentliche deutsche Entsprechung der italienischen Strophe kam 1774 mit den 40 Stanzen in Gebrauch, die Wilhelm Heinse seinem Roman Laidion angefügt hat. Johann Wolfgang Goethe folgte Heinses Vorbild, und die von diesen beiden Dichtern verwendete Form der Strophe wurde zur Hauptform der deutschen Stanze. Bis zur Mitte des 19. Jahrhunderts war die Stanze dann eine angesehene und vielverwendete Form; danach nahm ihre Bedeutung langsam ab. In der Dichtung des 20. Jahrhunderts spielte die Stanze nur noch eine kleine Rolle.

### Form
Die von Heinse und Goethe geschaffene Hauptform der deutschen Stanze besteht aus acht jambischen Fünfhebern mit der Reimanordnung [abababcc]; V1, V3, V5, V7 und V8 schließen dabei weiblich-unbetont, V2, V4, V6 schließen männlich-betont: w m w m w m w w. Als Beispiel die erste Stanze der Zueignung in Goethes Faust I:
Ihr naht euch wieder, schwankende Gestalten,

Die früh sich einst dem trüben Blick gezeigt.

Versuch ich wohl, euch diesmal festzuhalten?

Fühl ich mein Herz noch jenem Wahn geneigt?

Ihr drängt euch zu! Nun gut, so mögt ihr walten,

Wie ihr aus Dunst und Nebel um mich steigt;

Mein Busen fühlt sich jugendlich erschüttert

Vom Zauberhauch, der euren Zug umwittert.
Goethe schätzte dabei wie Heinse die Zäsur (oder doch zumindest den Wortschluss) nach der vierten Silbe.
Die genaueste Nachbildung des italienischen Vorbilds enthält ausschließlich weiblich-unbetonte Versschlüsse: w w w w w w w w. So sind viele Stanzen der Romantiker gebaut. Als ein spätes Beispiel die erste der winterlichen Stanzen von Rainer Maria Rilke:
Nun sollen wir versagte Tage lange

ertragen in des Widerstandes Rinde;

uns immer wehrend, nimmer an der Wange

das Tiefe fühlend aufgetaner Winde.

Die Nacht ist stark, doch von so fernem Gange,

die schwache Lampe überredet linde.

Lass dichs getrösten: Frost und Harsch bereiten

die Spannung künftiger Empfänglichkeiten. 
Aber auch Stanzen mit ausschließlich männlichen Versschlüssen (m m m m m m m m) oder zwar wechselnden, aber männlich-betont einsetzenden Versschlüssen (m w m w m w m m) finden sich. Oft wechseln in längeren Stanzengedichten alle diese Formen untereinander.

### Verwendung
Nach italienischem Vorbild wurde die Stanze auch in der deutschen Dichtung in längeren Verserzählungen benutzt, beispielsweise von Josef Viktor Widmann. Größer ist aber ihre Bedeutung als lyrische Strophe; auch im Drama ist sie verwendet worden.

## Verwandte Formen
Aus der Stanze entwickelte oder mit ihr eng verwandte Formen sind: Siziliane, Nonarime, Huitain und  Spenserstrophe. Die siebenzeilige Stanze Geoffrey Chaucers hat das Reimschema ABABBCC; sie wird auch von den Dichtern der schottischen Renaissanceliteratur verwendet.